# Cerro Palenque
El Cerro Palenque es un sitio arqueológico que se encuentra en el departamento de Cortés en Honduras. La ciudad fue fundada en el Clásico Tardío (500-800 DC) pero alcanzó su pico de población y creció hasta tener más de 500 estructuras en el Clásico Terminal (850-1100 DC). Los arqueólogos no pueden determinar cómo se habrían identificado las personas que vivían en Cerro Palenque, ya que, a diferencia de los mayas de Copán y el extremo occidental de Honduras, no dejaron ningún escrito. A lo largo de los años, los arqueólogos han tratado de determinar la identidad de las personas que vivían en el drenaje del río Ulúa inferior en varias ocasiones en términos de poblaciones que se sabía que existían en el momento de la conquista española (1524). Los candidatos populares incluyen, Lenca, Maya, y Tolupan. Aunque también puede que sea de algún otro grupo sin nombre. 

## Ubicación y contexto.

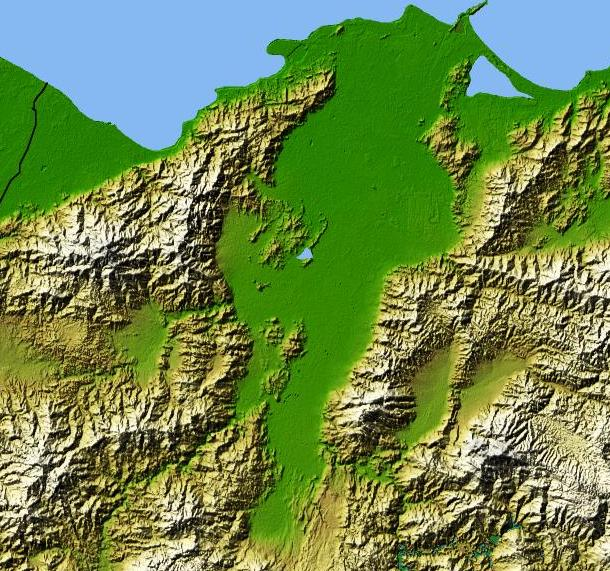
Valle de Sula

El sitio hoy se encuentra en la cima de la colina conocida como Cerro Palenque (232 metros sobre el nivel del mar), sobre la ciudad de Santiago, cerca de la confluencia de los ríos Ulua, Humuya (Comayagua) y Blanco, y en varias colinas al norte . Se encuentra a unos 40 kilómetros de la ciudad de San Pedro Sula en el valle de Sula Honduras.
La primera parte del sitio que se establecerá fue en la cima de la colina, Cerro Palenque, y a lo largo de sus lados. Esta parte se desarrolló en el Clásico Tardío (500 a 800 DC) y se mantuvo bastante pequeña, pero impresionante. En el Clásico Terminal (850-1100 d. C.), la ciudad se trasladó a las cimas más bajas al norte de Cerro Palenque. En el Clásico Terminal, esta era la ciudad más grande en el valle del río Ulua inferior.
Debido a su ubicación donde los principales ríos entran al valle desde el sur y el suroeste, Cerro Palenque estaba en una posición estratégica donde podría haber mediado el acceso desde el interior del país a los bienes producidos a lo largo de la costa, y al comerciar con Belice y Yucatán
Los mayas de Yucatán le dijeron a los españoles, en el siglo XVI, que el valle del río Ulua era la tierra de las plumas y la miel. También lo valoraron por su chocolate (cacao). La cerámica y otros tipos de artefactos nos dicen que hubo comercio entre varias ciudades en el valle del río Ulua y los mayas de Belice y Yucatán porque se han encontrado artefactos de estos centros mayas en ciudades del valle en este momento y en A su vez, los artefactos hechos en el valle han aparecido en las ciudades mayas de Belice y Yucatán.
El valle está formado por los ríos Ulúa, Comayagua y Chamelecón, que proporcionaron rutas de transporte natural al resto de Honduras actual, así como a América Central. El Golfo de Honduras facilitó el fácil acceso a Yucatán y Belice. El valle era fértil desde el punto de vista agrícola y tenía acceso a través de suministros cercanos o el intercambio a larga distancia de artículos de lujo como spondylus y otras conchas marinas, cobre (en el postclásico), plumas (especialmente quetzal), obsidiana, jade y turquesa.

## Excavaciones y hallazgos
El hecho de que había ruinas en la cima del Cerro Palenque se conoce desde hace mucho tiempo. Su primera mención puede estar en A Ladies Ride through Spanish Honduras, publicado en 1884. Dorothy Popenoe excavó en la parte del Clásico Tardío de Cerro Palenque en la década de 1920, pero murió antes de publicar los resultados de sus excavaciones. Doris Stone incluyó su análisis de los materiales los cuales Popenoe excavó en su Arqueología de la costa norte de Honduras (1941). 
En 1979, John S. Henderson comenzó un proyecto autorizado por el Instituto Hondureño de Antropología e Historia (Instituto Hondureño de Antropología e Historia - IHAH) para inspeccionar y probar más de 2400 kilómetros cuadrados del valle, para registrar todos los sitios arqueológicos dentro de y realizar una serie de excavaciones para comprender la cronología del asentamiento (quién vivió dónde, cuándo). En este contexto, Rosemary A. Joyce realizó trabajos de encuesta y re descubrió el sitio. Como parte de su trabajo de campo de tesis, realizó un mapeo y excavó en Cerro Palenque en 1982 y 1983. Su tesis y el libro que se enumeran a continuación son algunos de los resultados de ese trabajo. Más recientemente, la doctora Julia Hendon ha estado realizando excavaciones en los grupos residenciales de élite fuera del campo de juego.
El primer asentamiento de esta ciudad, en el sitio llamado CR-44, en la cima del Cerro Palenque, es el Clásico Tardío (500-850 dC). Como se construyó un nuevo centro de la ciudad hacia el norte, esta parte del sitio fue abandonada. El nuevo centro estaba en la cima de un conjunto más bajo de colinas al norte de Cerro Palenque en el Clásico Terminal (850-1100 dC). Este nuevo centro incluye una plaza de 300 metros de largo y una gran cancha de pelota. 
También están los restos de dos calzadas que conducen a grupos residenciales fuera de la plaza principal. En el Clásico Terminal, Cerro Palenque se convirtió en la ciudad más grande del valle, con más de 500 edificios. Los patrones de asentamiento cambiaron en el postclásico (1150-1536) y Cerro Palenque fue abandonado a favor de los asentamientos a lo largo de las orillas del río. El valle en sí sigue siendo un área importante de recursos para los mayas de Yucatán y Belice para el chocolate, las plumas y la miel.